# Gwenview
Gwenview és el visor d'imatges de l'entorn d'escriptori KDE. La versió actual és mantinguda per Aurélien Gâteau. El seu nom està format per la paraula Gwen (que significa "blanc" en bretó i és un nom personal comú) i view ("veure" en anglès) fa referència a la seva funció per visionar imatges.

## Funcionalitats principals
- Navegació per directoris
- Visor d'imatges
- Editor de comentaris de les Metadades de les imatges
- Previsualització de les imatges
- Ús de complements KIPI (KDE Image Plugins Interface) per manipular imatges